# Renzaprid
Renzaprid je gastroprokinetički agens i antiemetik koji deluje kao pun 5-4 pun agonist i 5-3 antagonist. On takođe funkcioniše kao  antagonist i ima isti afinitet za 5- i 5- receptore, mada je malo verovatno da oni doprinose njegovom terapeutskom dejstvu.